# Redstone (fusée)
Pour les articles homonymes, voir Redstone.
Redstone est une famille de fusées de recherche et développement et de lanceurs spatiaux légers américains dérivant du missile sol-sol de courte portée PGM-11 Redstone. Cette famille de fusée détient plusieurs records dans le programme spatial américain, tel que l'envoi du premier satellite américain, Explorer 1, les premiers vols suborbitaux d'astronautes américains dans le cadre du programme Mercury, où même mit en orbite le premier satellite australien, WreSat.

## Le missile Redstone

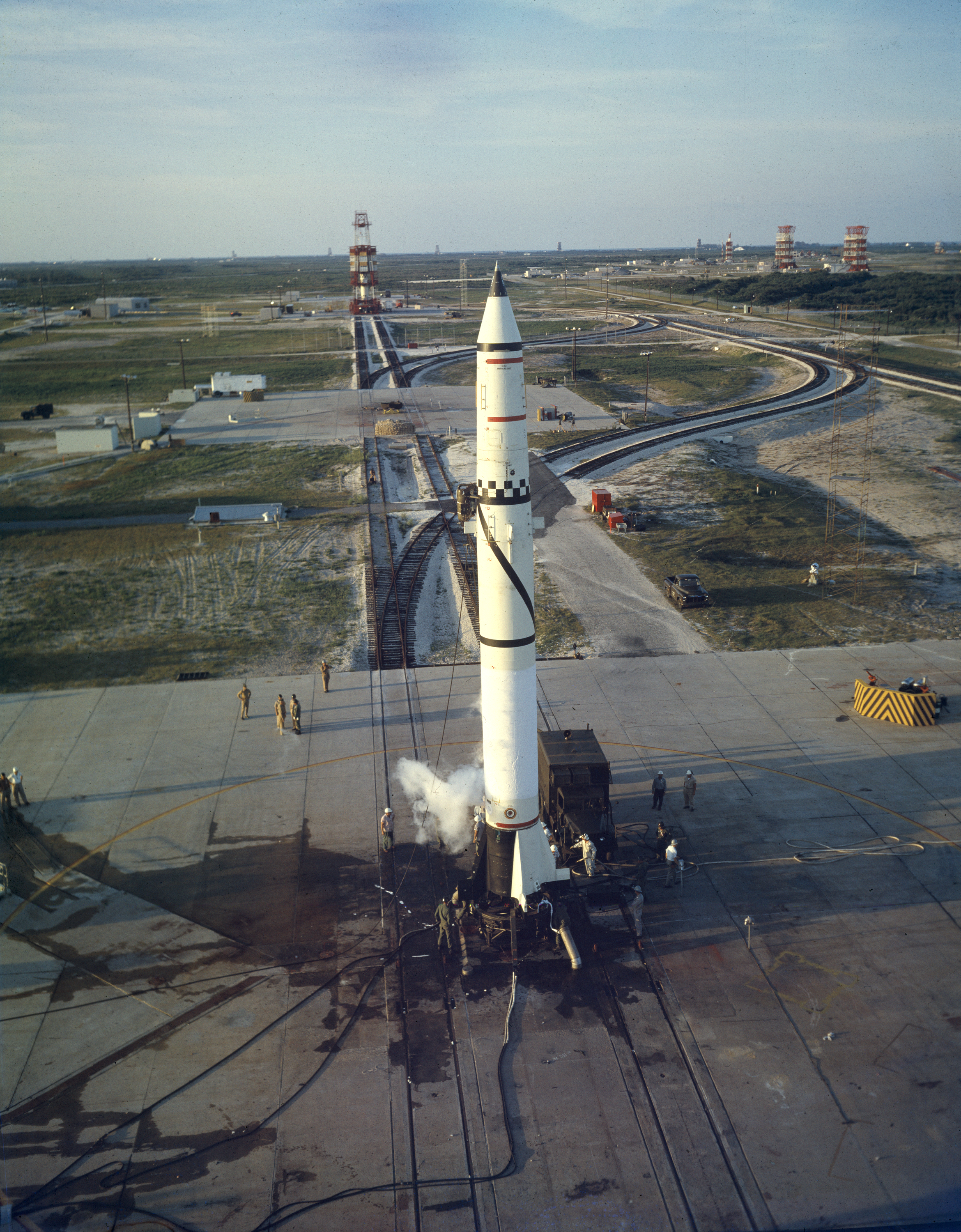
Le missile Redstone RS-1002.

Redstone fut le premier missile de courte portée sol-sol américain. Comme les premiers missiles soviétiques R-1, le Redstone est un dérivé direct du missile allemand V-2. Fin 1944, le Département de l'ordonnance a conclu un contrat de recherche et développement avec la General Electric Company (GEC) pour le développement de missiles à longue portée pouvant être utilisés à la fois contre des cibles au sol et des aéronefs à haute altitude; c'est le programme Hermes. Différents missiles sont conçus, tous basé sur l'architecture du missile V2. Le programme est finalement abandonné, mais le programme est transféré aux Ordnance Guided Missile Center. Le projet prend le nom de Redstone, et la phase de recherche et développement débute vers 1953, et 37 missiles sont lancés. 
Parallèlement, un missile à moyenne portée est développé à partir du Redstone. Pour la phase de recherche et développement du Jupiter, il est décidé d'utiliser les missiles Redstone de la phase de recherche et développement. En raison de l'utilisation de missiles Redstone pour éprouver les composants du missile PGM-19 Jupiter, seuls 12 de ces 37 missiles ont été utilisés uniquement aux fins du programme Redstone. Les 25 autres missiles ont été désignés comme Jupiter-A car ils ont été utilisés pour obtenir des données de conception, pour prouver le système de guidage, pour faire évoluer les procédures de séparation et pour développer d'autres informations spéciales qui ont été utilisées dans le programme Jupiter. Trois missiles Redstone modifiés ont été désignés Jupiter-C et utilisés comme véhicules d'essai de rentrée composite pour le programme Jupiter. Ils ont propulsé un modèle réduit Jupiter, un cône nasal protégé contre la chaleur, le long d'une trajectoire spécifiée pour reproduire les conditions de rentrée d'un cône nasal Jupiter à grande échelle.

## Évolution de la famille des fusées Redstone

### Jupiter-A

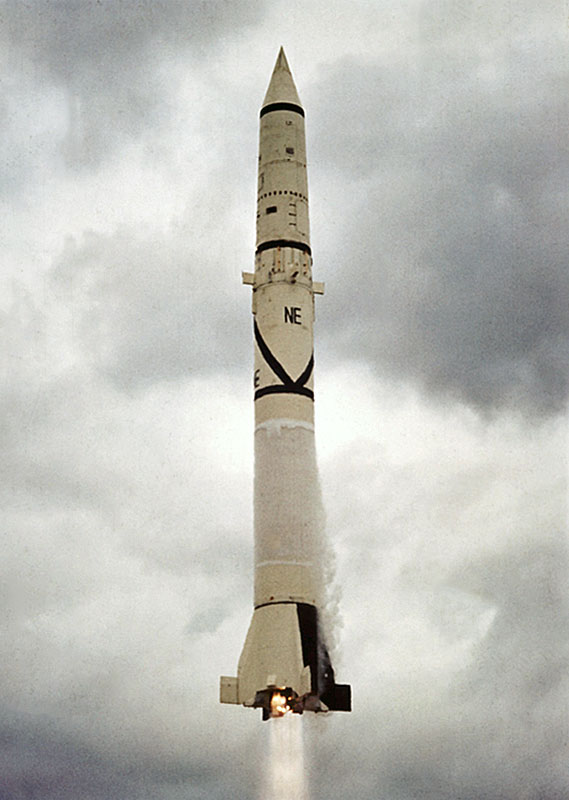
Le Jupiter-A CC-39.

Jupiter-A était la première variante du Redstone et a été utilisé pour tester certains des composants utilisés plus tard dans le  missile PGM-19 Jupiter. Bien que Jupiter-A puisse être classé à juste titre comme un missile de type Redstone, l'ABMA a choisi de donner au missile un nom plus étroitement associé au programme de développement du missile Jupiter. Le développement du MRBM s'étant vu attribuer la plus haute priorité par le président Eisenhower en décembre 1955, et compte tenu des nombreuses difficultés rencontrées par l'US Air Force dans le développement du PGM-17 Thor, la désignation Jupiter-A reflétait plus précisément l'objectif du missile et garantissait une priorité plus élevée que celle du Redstone.
Les lancements de Jupiter-A ont commencé en septembre 1955 depuis les pas de tirs de l'Atlantic Missile Range. Ces lancements, en plus de tester les bases de la conception et de mettre à l'épreuve le système de commande et les moteurs, visaient à obtenir des informations précieuses sur les performances réelles de Redstone, qui, à l'époque, était encore en cours de développement et n'avait pas encore été déployé. 

### Jupiter-C

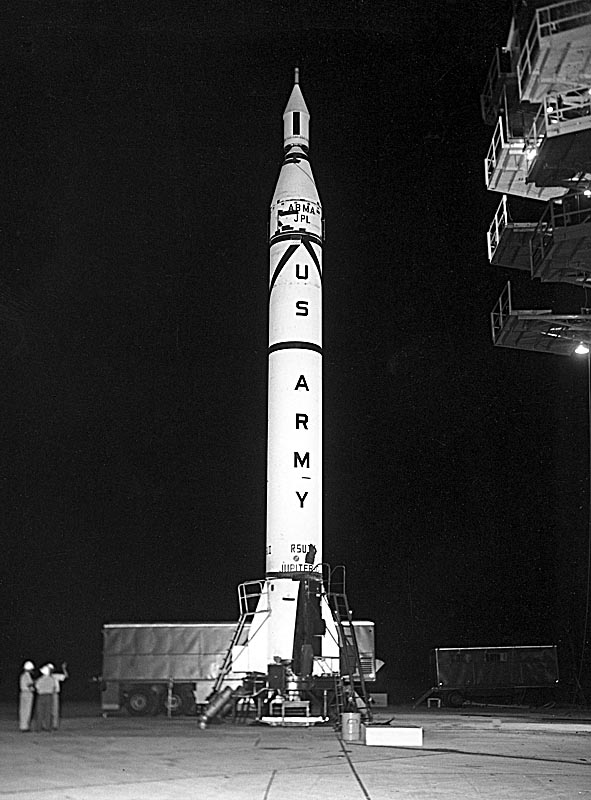
Le Jupiter-C RS-27.

Jupiter-C était une fusée utilisée pour trois vols spatiaux suborbitaux en 1956 et 1957. Il a été utilisé comme banc d'essai pour les véhicules de rentrée déployés plus tard sur le PGM-19 Jupiter.

### Juno I

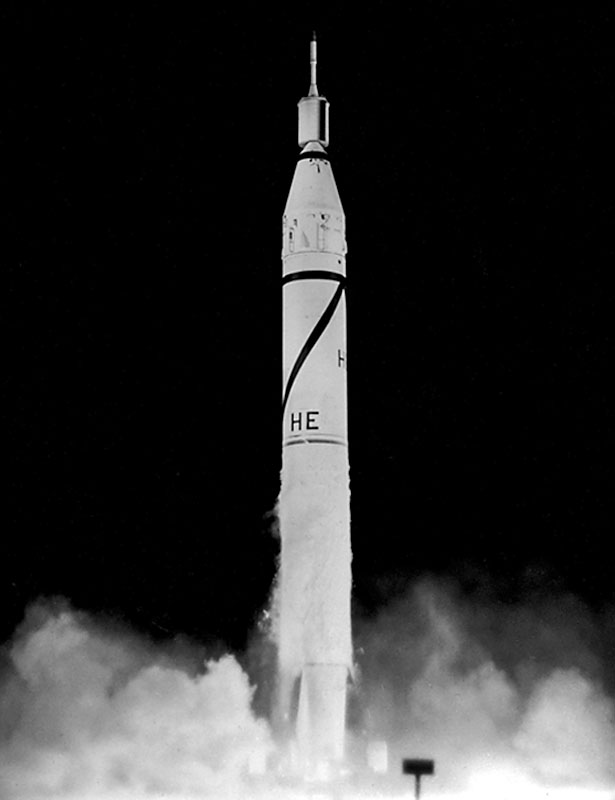
Le Juno I CC-49.

Juno I était un dérivé du Jupiter-C, utilisé pour lancer le premier satellite américain, Explorer 1, le 31 janvier 1958. Bien que les États-Unis auraient pu mettre un satellite en orbite avant l'Union soviétique en permettant à l'ABMA de tenter un lancement par satellite en août 1956, l'administration Eisenhower voulait que le premier satellite américain soit lancé par une fusée civile développée par des ingénieurs américains et pas d'une fusée dérivée d'un programme de missiles militaires et développé par les ingénieurs allemands de l'opération Paperclip. En outre, l'administration voyait un avantage à ce que l'URSS, en faisant le premier pas, établisse le précédent que le survol d'un territoire via l’espace n'était pas un problème, nécessaire pour les ambitions de reconnaissance photo des États-Unis via satellite, pour s'affranchir des protestations diplomatiques contre les incursions du Lockheed U-2 dans l'espace aérien soviétique.
Le véhicule de lancement de Vanguard était programme civil de fusée développé à cet effet, de sorte que l'administration a ordonné au directeur de la recherche d'ABMA, Wernher von Braun, de ne pas tenter de lancements de satellites. La fusée de Vanguard a échoué dans sa première tentative de lancer le satellite Vanguard en décembre 1957, en explosant sur le pas de lancement. Après cet échec et à la suite de la crise de Spoutnik, l'administration a changé d'avis et s'est tournée vers l'armée, demandant à l'ABMA et von Braun de lancer le satellite construit par le JPL dès que possible.

### Mercury-Redstone

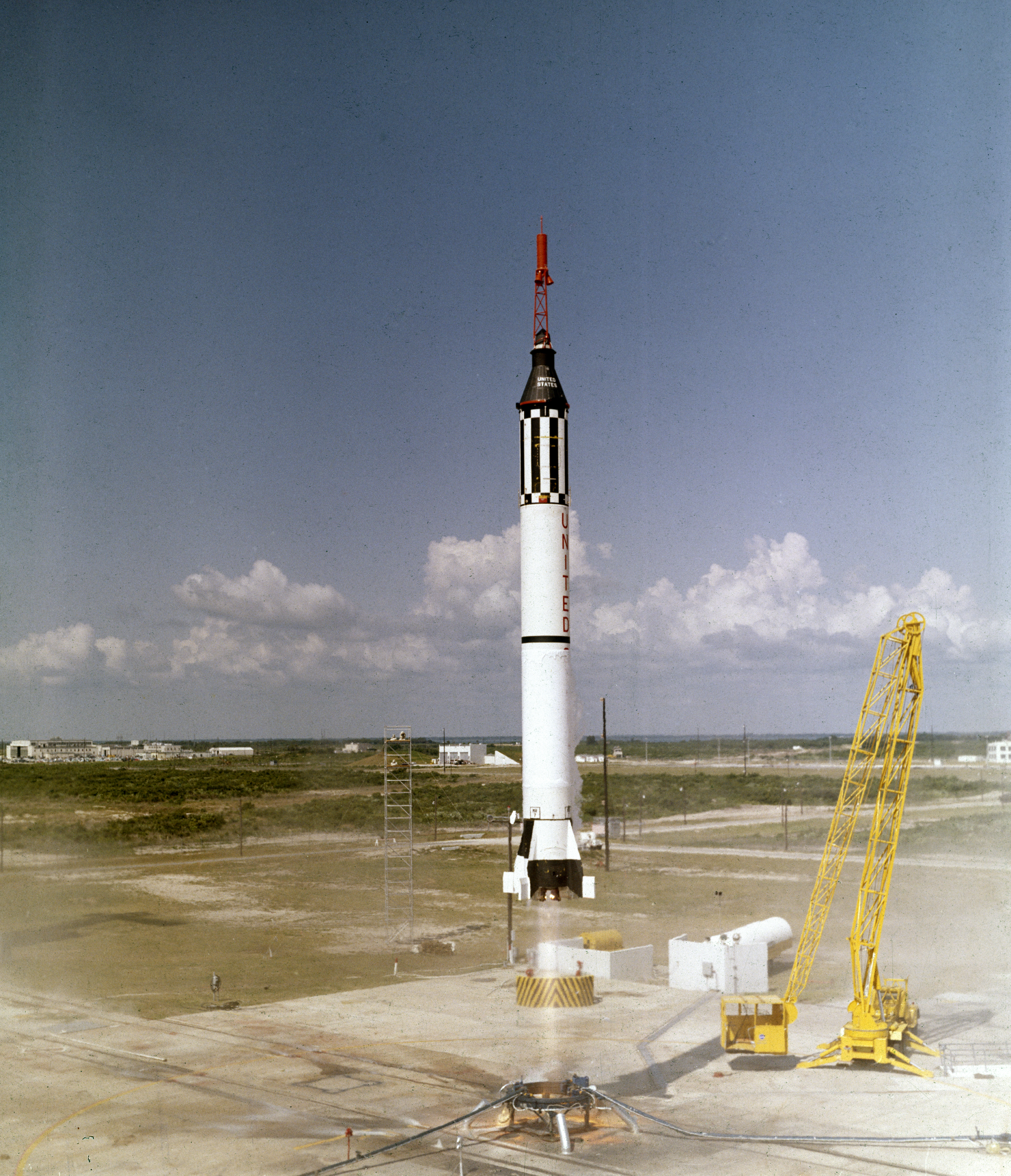
Le Mercury-Redstone MR 7 de la mission Mecury-Redstone 3.

Le Mercury-Redstone Launch Vehicle (MRLV), également connu sous le nom de Mercury-Redstone, a utilisé la version rallongé de l'étage de Jupiter-C pour six lancements suborbitaux pour le projet Mercury en 1960 et 1961, y compris les deux premiers vols spatiaux humains américains:
- Mercury-Redstone 1 (en), avorté, a voyagé 4 pouces (100 mm)
- Mercury-Redstone 1A (en), vol sans pilote réussi
- Mercury-Redstone 2, emportait le chimpanzé Ham
- Mercury-Redstone BD, tir d’essais du booster - test final avant vol habité
- Mercury-Redstone 3, premier Américain dans l’espace, Alan Shepard
- Mercury-Redstone 4, deuxième américain dans l’espace, Gus Grissom

### Saturn

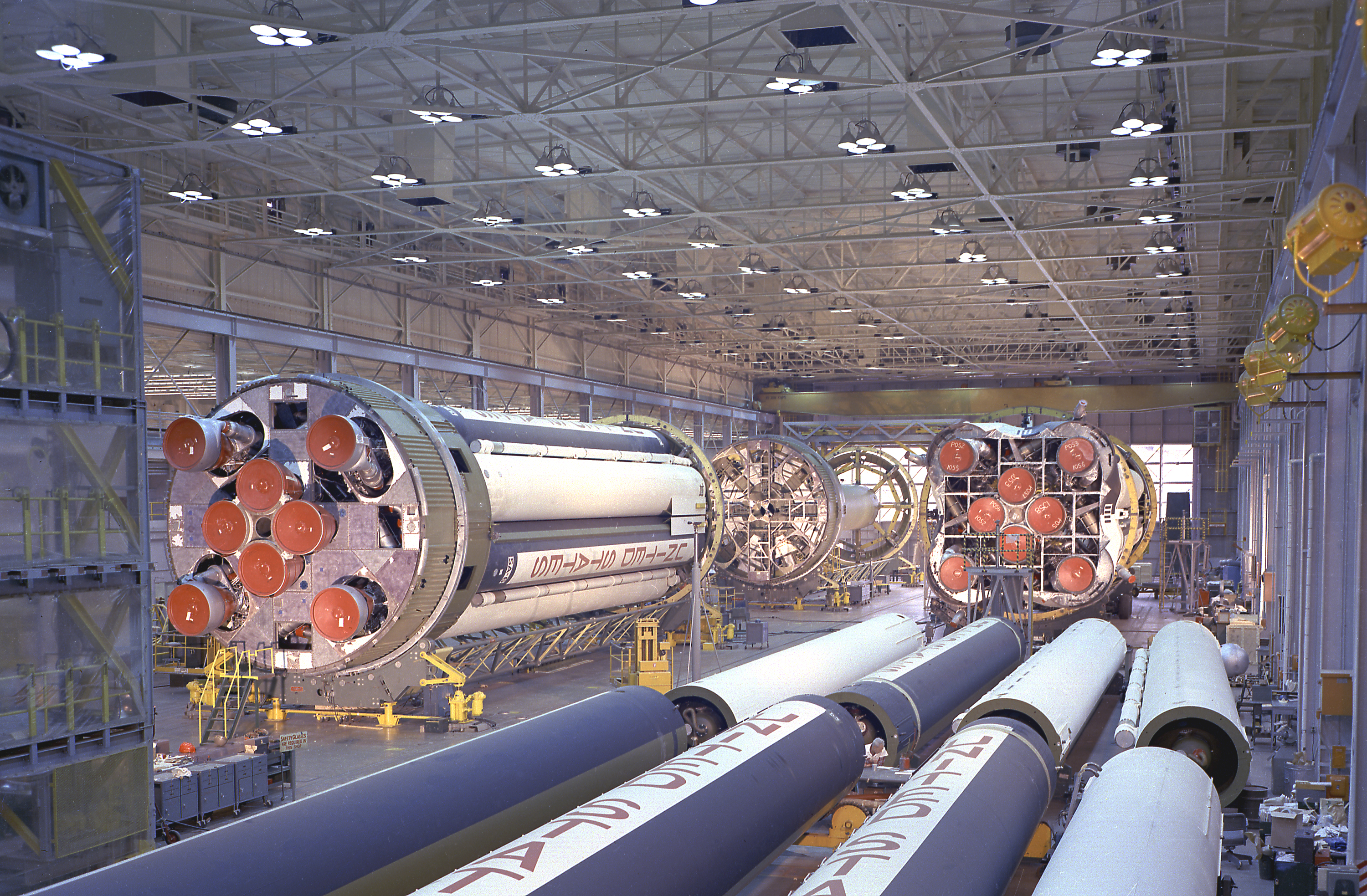
Les Saturn I SA-4, SA-6 et SA-7. Au premier plan, des réservoirs Redstone.

Deux membres de la famille Saturn, le Saturn I et IB, sont issus du Redstone. Ils ont utilisé huit réservoirs provenant de corps de Redstone regroupés autour d'un réservoir issu du missile Jupiter, et ont utilisé huit moteurs Rocketdyne H-1 (Jupiter) pour former le premier étage de la fusée. Développée pour la première fois par l'ABMA, la fusée Saturn a été adoptée par la NASA pour son programme Apollo. Première fusée lourde de l'Amérique, le premier exemplaire a été lancé en 1961.

### Redstone Sparta
Redstone Sparta était le nom donné à une série de missiles Redstone excédentaires avec deux étages supérieurs à carburant solide lancés dans le cadre d'un projet de recherche conjoint entre les États-Unis et le Royaume-Uni avec l'Australie entre 1966 et 67. Sparta a lancé le premier satellite artificiel australien, WRESAT.